# Rainer Hegselmann
Rainer Hegselmann (* 1950 in Essen) ist ein deutscher Philosoph und Hochschullehrer.

## Biografie
Hegselmann studierte Philosophie, Soziologie und Politikwissenschaften an der Universität Bochum. Er promovierte 1977 an der Universität Essen. 1983 habilitierte er sich an der Universität Karlsruhe (venia legendi für das gesamte Fach Philosophie). Er war von 1986 bis 1988 Heisenberg-Stipendiat der Deutschen Forschungsgemeinschaft. 
1988 wurde er von der Universität Bremen auf eine Professur für praktische Philosophie berufen. 1996 folgte Hegselmann einem Ruf an die Universität Bayreuth. Seit seinem altersbedingten Ausscheiden an der Universität Bayreuth lehrt und forscht er an der Frankfurt School of Finance & Management.

## Schriften (Auswahl)
- Normativität und Rationalität. Zum Problem praktischer Vernunft in der analytischen Philosophie. Frankfurt am Main 1979, ISBN 3-593-32402-4.
- Formale Dialektik. Ein Beitrag zu einer Theorie des rationalen Argumentierens. Hamburg 1985, ISBN 3-7873-0645-5.
- mit Heinz-Otto Peitgen (Hg.): Modelle sozialer Dynamiken. Ordnung, Chaos und Komplexität. Wien 1996, ISBN 3-209-01889-8.
- mit Hartmut Kliemt (Hg.): Moral und Interesse. Zur interdisziplinären Erneuerung der Moralwissenschaft. München 1997, ISBN 3-486-56311-4.